# Fluïdesa
|  | No s'ha de confondre amb Fluïdesa (física). |

En lingüística,  fluïdesa  és la capacitat d'un parlant d'expressar-se correctament amb certa facilitat i espontaneïtat, tant en la seva idioma com en una segona llengua, això permet que el parlant es desenvolupi d'una manera. La fluïdesa ve donada en tres àrees:
- Capacitat per crear idees (àrea creativa).
- Capacitat per produir, expressar i relacionar paraules (àrea lingüística).
- Capacitat per conèixer el significat de les paraules (àrea semàntica).

El procés de la fluïdesa es pot veure afectat si les àrees del cervell relacionades amb el llenguatge estan lesionades per causes extrínseques o intrínseques, "àrea de Broca i àrea de Wernicke", si això ocorregués estaria afectant directament la fluïdesa en totes la seva dimensions.
Les alteracions de la veu també poden afectar la fluïdesa verbal.